# Munkmanakin
Munkmanakin (Manacus manacus) är en fågel i familjen manakiner inom ordningen tättingar.

## Utseende
Munkmanakinen är liksom många andra manakiner en rätt knubbig liten fågel med kort stjärt och kort näbb. Hanen är en distinkt fågel med vit strupe, tydligt avgränsad svart hjässa, svart även på rygg och vingar samt gråaktig buk. Benen är lysande orangeröda. Honan är mer färglös, olivgrön med ljusare buk, men har också röda ben, vilket skiljer den från andra manakinhonor. 

## Utbredning och systematik
Munkmanakinen har en vid utbredning i norra och östra Sydamerika. Den delas in i hela 15 underarter med följande utbredning:
- Manacus manacus manacus – södra Venezuelas anslutning till Guyana och norra Brasilien
- Manacus manacus abditivus – Santa Marta, lägre Cauca och dalen kring mellersta Magdalena
- Manacus manacus flaveolus – norra Colombia (tropiska övre Magdalena-dalen)
- Manacus manacus bangsi – tropiska sydvästra Colombia och allra nordvästra Ecuador
- Manacus manacus interior – Colombia (öster om Anderna) till östra Ecuador, norra Peru och nordvästra Brasilien
- Manacus manacus trinitatis – Trinidad
- Manacus manacus umbrosus – tropiska södra Venezuela (Amazonas)
- Manacus manacus leucochlamys – tropiska nordvästra Ecuador (Esmeraldas, Manabi och Guayas)
- Manacus manacus maximus – tropiska sydvästra Ecuador (El Oro och West Loja)
- Manacus manacus expectatus – tropiska nordöstra Peru (Loreto) och intilliggande västra Brasilien
- Manacus manacus longibarbatus – lägre Amazonområdet i Brasilien (från Rio Xingu till Rio Tocantins)
- Manacus manacus purissimus – östra Brasilien (från Rio Tocantins till sydöstra Pará och norra Maranhão)
- Manacus manacus gutturosus – sydöstra Brasilien (Alagoas) till östra Paraguay och nordöstra Argentina
- Manacus manacus purus – norra Brasilien (från Rio Madeira till Rio Tapajós och sydvästra Pará)
- Manacus manacus subpurus – södra och centrala Brasilien (sydöstra Amazonområdet, östra Rondônia och nordvästra Mato Grosso)

## Levnadssätt
Munkmanakinen är en rätt vanlig och vida spridd fågel i skogsområden. Hanar samlas vid spelplatser i undervegetationen där de under spelet gör högljudda knäppande ljud med vingarna. Även fallande "peew" kan höras. Utanför spelet lever den rätt anspråkslöst och påträffas enstaka, ofta nära ett fruktbärande träd.

## Status och hot
Arten har ett stort utbredningsområde, men tros minska i antal, dock inte tillräckligt kraftigt för att den ska betraktas som hotad. Internationella naturvårdsunionen IUCN listar arten som livskraftig (LC).

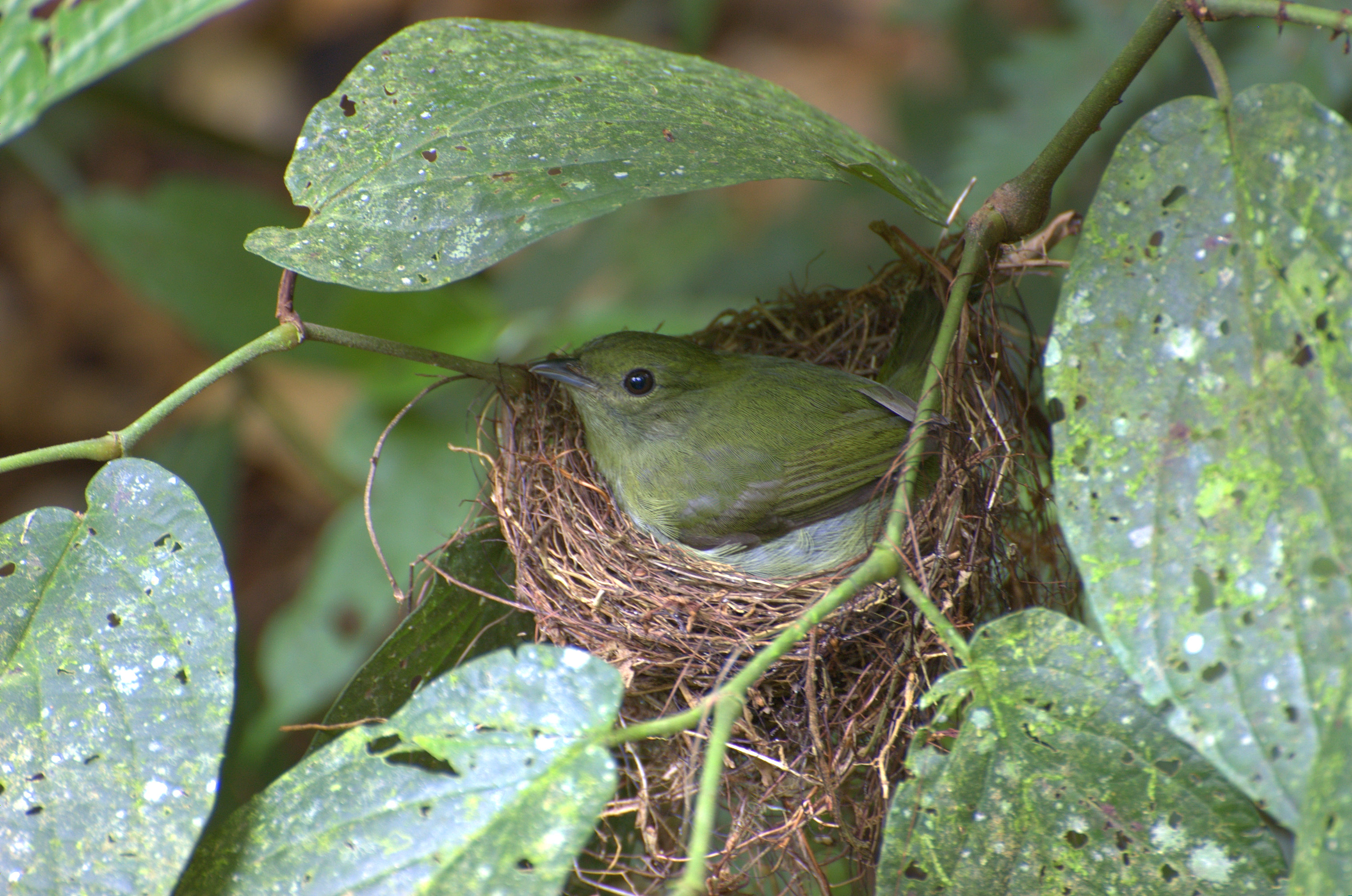
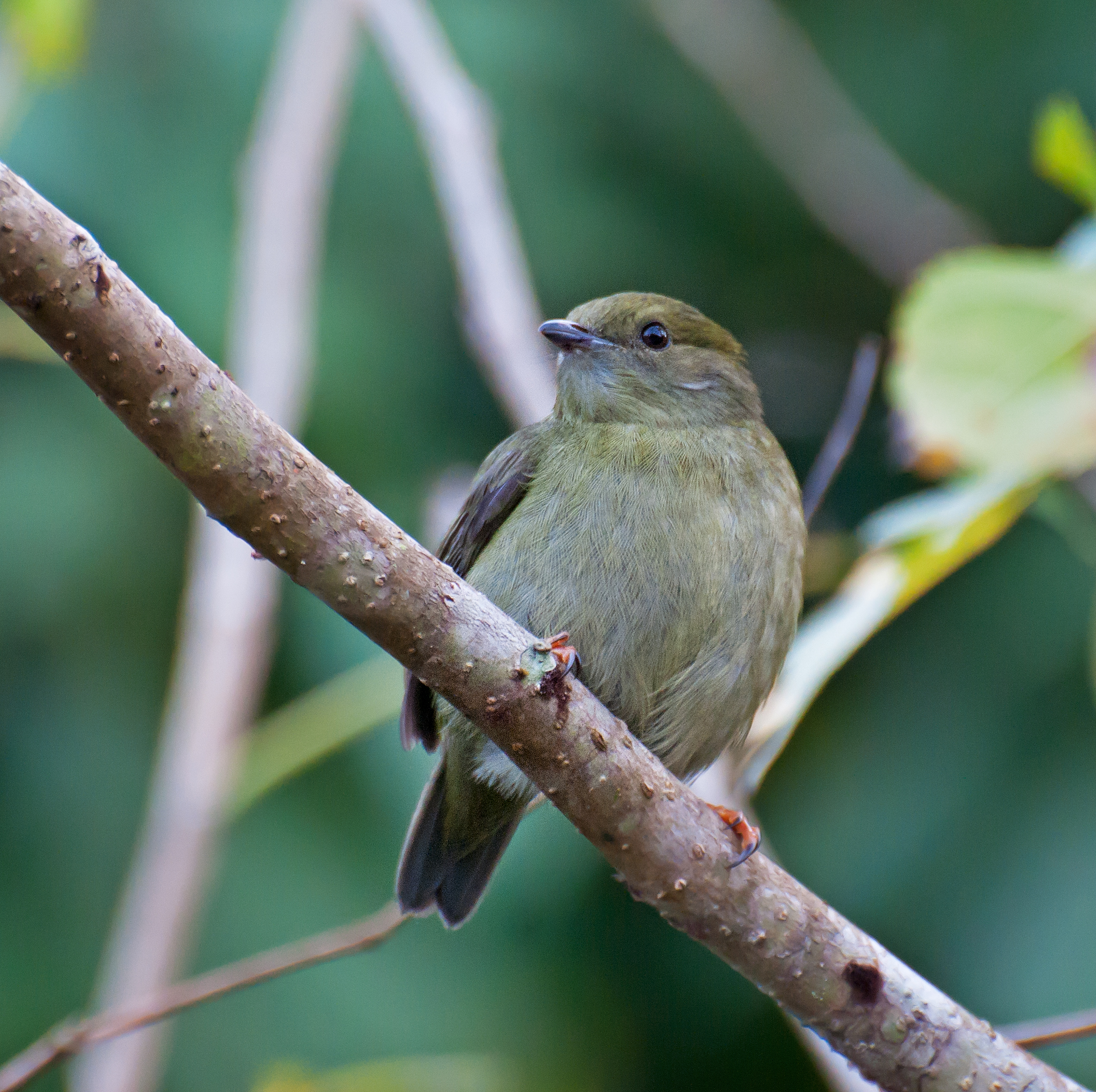
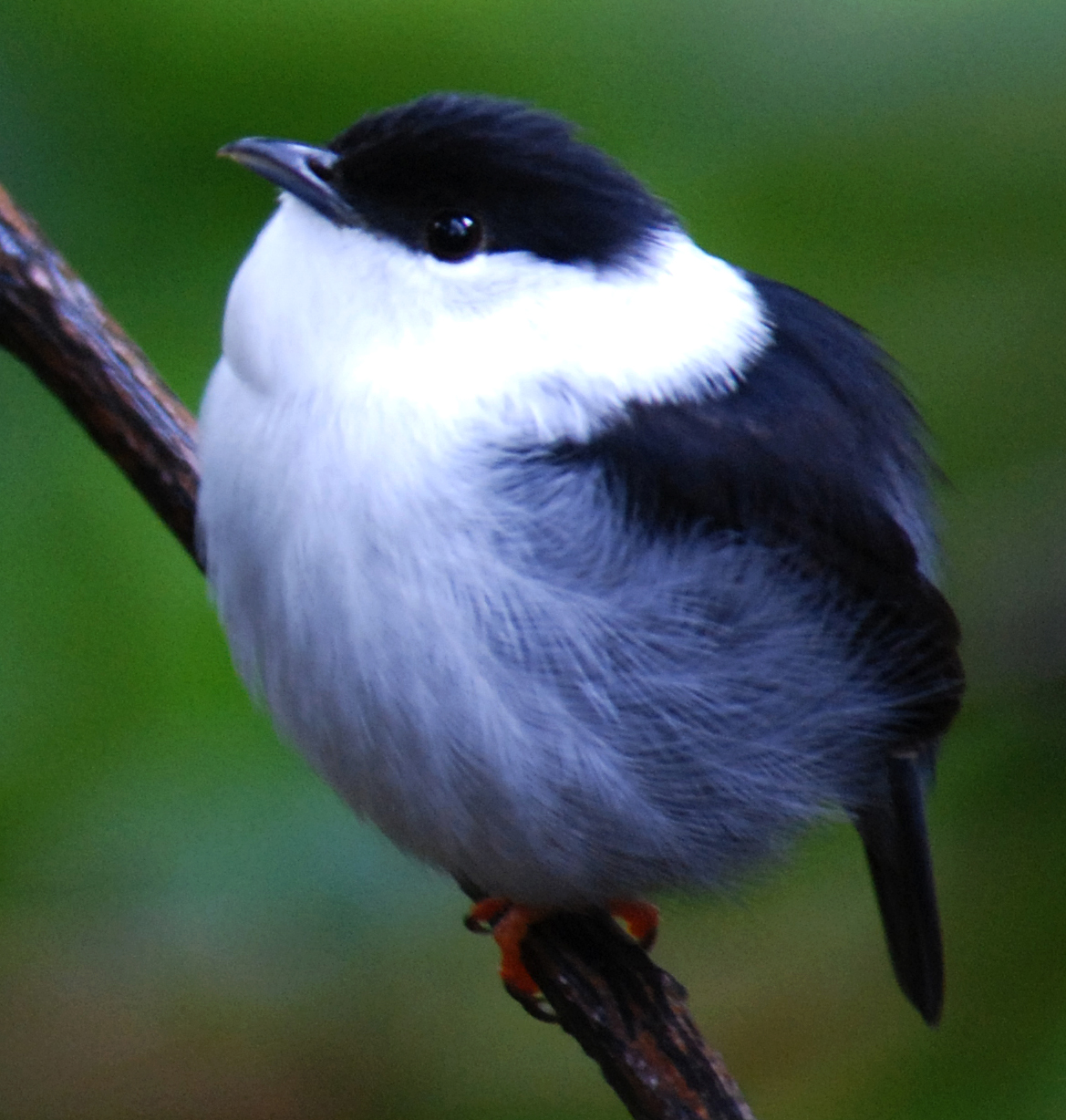
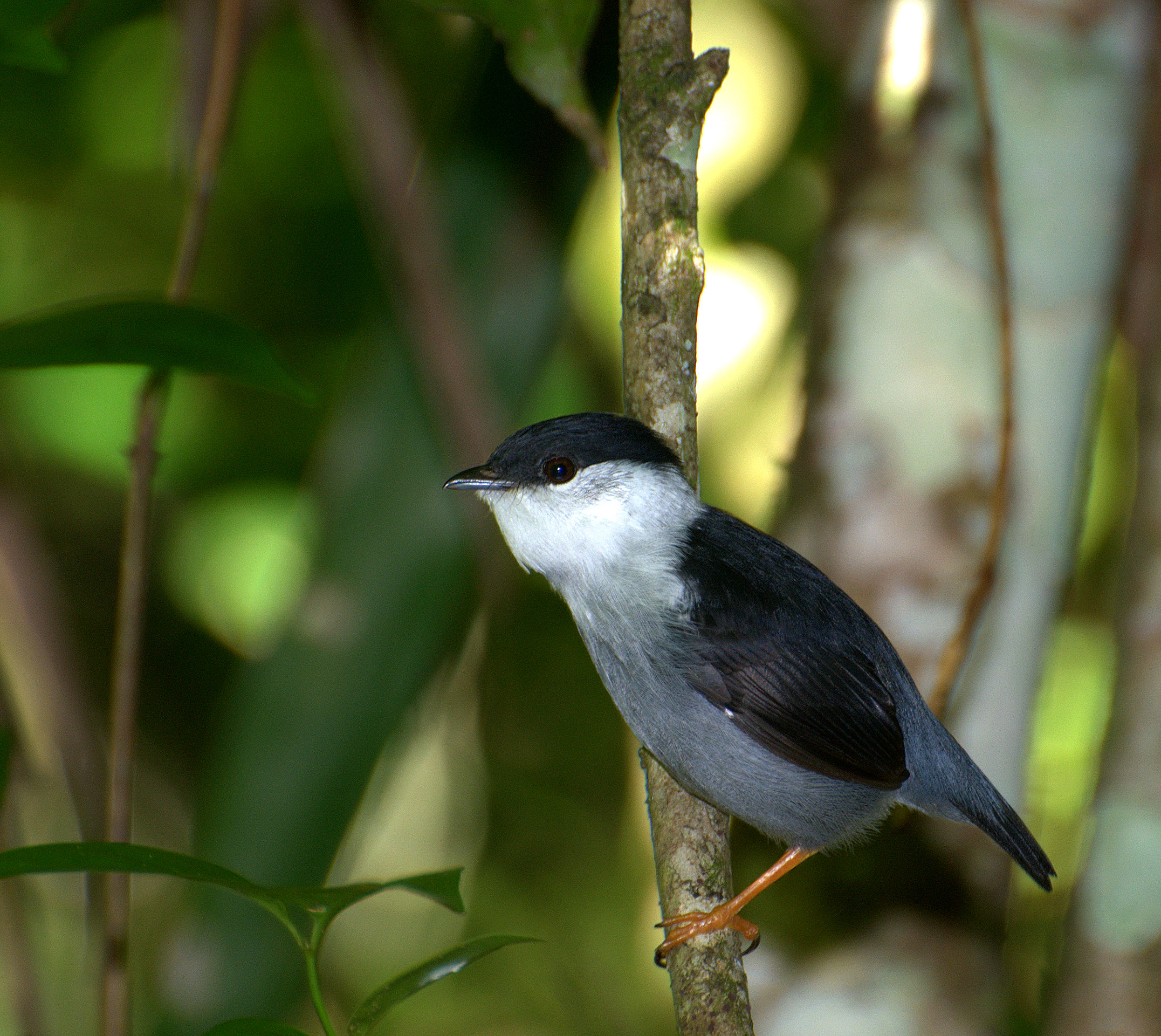